# Goran Milović
Goran Milović (ur. 29 stycznia 1989 w Splicie) – chorwacki piłkarz występujący na pozycji obrońcy. Od 2016 jest zawodnikiem Chongqing Lifan.

## Kariera klubowa
Jest wychowankiem klubu RNK Split. W 2008 roku stał się członkiem kadry pierwszego zespołu tego klubu. W rozgrywkach Prva hrvatska nogometna liga zadebiutował 31 lipca 2010 roku w meczu przeciwko NK Varaždin (4:0). W 2012 roku odszedł do Hajduka Split, a w 2016 do Chongqing Lifan.